# European Nations Cup 2014–2016
Der European Nations Cup 2014–2016 (ENC) war ein Rugby-Union-Wettbewerb für europäische Nationalmannschaften der zweiten und dritten Stärkeklasse, unterhalb der Six Nations. Es handelte sich um die 41. Ausgabe der Rugby-Union-Europameisterschaft und die letzte Veranstaltung unter diesem Namen vor der Reform von 2017. Beteiligt waren 37 Mannschaften, die in drei Divisionen eingeteilt waren. Im Gegensatz zur vorherigen Ausgabe diente dieser von Rugby Europe organisierte Wettbewerb nicht zusätzlich als Weltmeisterschafts-Qualifikation. Neben einer jahresübergreifenden Wertung zur Ermittlung von Auf- und Absteigern gab es in der Division 1A zusätzliche Wertungen für 2015 und 2016, um den Europameister des jeweiligen Jahres zu bestimmen. In beiden Jahren ging der Europameistertitel an Georgien.

## Modus
Das verwendete Punktesystem war in allen Divisionen wie folgt:
- 4 Punkte bei einem Sieg
- 2 Punkte bei einem Unentschieden
- 0 Punkte bei einer Niederlage
- 1 Bonuspunkt bei vier oder mehr Versuchen in einem Spiel
- 1 Bonuspunkt bei einer Niederlage mit sieben oder weniger Punkten Differenz

## Division 1A

### Jahreswertung 2015
|    | Land        | Spiele | Siege | Unent. | Ndlg. | Spiel- punkte | Diff. | Bonus- punkte | Tabellen- punkte |
| -- | ----------- | ------ | ----- | ------ | ----- | ------------- | ----- | ------------- | ---------------- |
| 1. | Georgien    | 5      | 5     | 0      | 0     | 158:42        | + 116 | 1             | 21               |
| 2. | Rumänien    | 5      | 3     | 0      | 2     | 102:61        | + 41  | 3             | 15               |
| 3. | Spanien     | 5      | 3     | 0      | 2     | 131:99        | + 32  | 2             | 14               |
| 4. | Russland    | 5      | 3     | 0      | 2     | 103:119       | − 16  | 1             | 13               |
| 5. | Portugal    | 5      | 1     | 0      | 4     | 52:100        | − 48  | 1             | 5                |
| 6. | Deutschland | 5      | 0     | 0      | 5     | 61:186        | − 125 | 1             | 1                |

| 7. Februar 2015 14:00 MEZ (UTC+1) | Deutschland                         | 8 : 64         | Georgien | Sportpark Martinsee, Heusenstamm Zuschauer: 3143 Schiedsrichter: Laurent Cardona (Frankreich) |
| 7. Februar 2015 14:00 MEZ (UTC+1) | Versuche: Liebig Dropgoals: te Huia | (8:31) Bericht | Versuche: Chmaladse Chuzischwili Nemsadse Todua (2) Schwania (3) Strafversuch (2) Erhöhungen: Chmaladse (4) Malaguradse | Sportpark Martinsee, Heusenstamm Zuschauer: 3143 Schiedsrichter: Laurent Cardona (Frankreich) |

| 7. Februar 2015 14:45 WEZ (UTC+0) | Portugal                                                         | 10 : 37        | Rumänien                                                                                            | Estádio Universitário de Lisboa, Lissabon Zuschauer: 1000 Schiedsrichter: Luke Pearce (England) |
| 7. Februar 2015 14:45 WEZ (UTC+0) | Versuche: Penha Erhöhungen: Bettencourt Straftritte: Bettencourt | (3:23) Bericht | Versuche: Apostol Botezatu Dascălu Macovei Erhöhungen: Calafeteanu (4) Straftritte: Calafeteanu (3) | Estádio Universitário de Lisboa, Lissabon Zuschauer: 1000 Schiedsrichter: Luke Pearce (England) |

| 7. Februar 2015 15:00 MEZ (UTC+1) | Spanien                                                                          | 43 : 20         | Russland                                                                               | Estadio Nacional Universidad Complutense, Madrid Zuschauer: 8000 Schiedsrichter: Andrew McMenemy (Schottland) |
| 7. Februar 2015 15:00 MEZ (UTC+1) | Versuche: Heredia Martín (2) Nava Poggi Recuerda Villanueva Erhöhungen: Snee (4) | (24:13) Bericht | Versuche: Galinowski Ostrikow Erhöhungen: Kuschnarjow (2) Straftritte: Kuschnarjow (2) | Estadio Nacional Universidad Complutense, Madrid Zuschauer: 8000 Schiedsrichter: Andrew McMenemy (Schottland) |

| 14. Februar 2015 15:00 OEZ (UTC+2) | Rumänien                                                                         | 29 : 8         | Spanien                           | Cluj Arena, Cluj-Napoca Zuschauer: 1500 Schiedsrichter: David Wilkinson (Irland) |
| 14. Februar 2015 15:00 OEZ (UTC+2) | Versuche: Apostol Lucaci Popârlan Sirbe Ursache Erhöhungen: Calafeteanu Dumbravă | (12:3) Bericht | Versuche: Rouet Straftritte: Snee | Cluj Arena, Cluj-Napoca Zuschauer: 1500 Schiedsrichter: David Wilkinson (Irland) |

| 14. Februar 2015 17:00 GET (UTC+4) | Georgien                                              | 20 : 15        | Portugal                     | Micheil-Meschi-Stadion, Tiflis Zuschauer: 12.000 Schiedsrichter: Vlad Iordăchescu (Rumänien) |
| 14. Februar 2015 17:00 GET (UTC+4) | Versuche: Katscharawa Straftritte: Kwirikaschwili (5) | (14:9) Bericht | Straftritte: Bettencourt (5) | Micheil-Meschi-Stadion, Tiflis Zuschauer: 12.000 Schiedsrichter: Vlad Iordăchescu (Rumänien) |

| 14. Februar 2015 14:00 MEZ (UTC+1) | Deutschland                                                              | 22 : 46         | Russland | Südwestenergie-Stadion, Pforzheim Zuschauer: 1232 Schiedsrichter: Cédric Marchat (Frankreich) |
| 14. Februar 2015 14:00 MEZ (UTC+1) | Versuche: Brenner (3) Erhöhungen: Hilsenbeck (2) Straftritte: Hilsenbeck | (15:12) Bericht | Versuche: Wassili Artemjew (2) Kuraschow (2) Selski Wolkow Erhöhungen: Gaissin (3) Juri Kuschnarjow Straftritte: Gaissin | Südwestenergie-Stadion, Pforzheim Zuschauer: 1232 Schiedsrichter: Cédric Marchat (Frankreich) |

| 28. Februar 2015 14:00 MZ (UTC+3) | Russland                                                       | 16 : 13        | Rumänien                                                                   | Junost-Stadion, Krasnodar Zuschauer: 1500 Schiedsrichter: Ian Davies (Wales) |
| 28. Februar 2015 14:00 MZ (UTC+3) | Versuche: Antonow Erhöhungen: Gaissin Straftritte: Gaissin (3) | (3:10) Bericht | Versuche: Calafeteanu Erhöhungen: Calafeteanu Straftritte: Calafeteanu (2) | Junost-Stadion, Krasnodar Zuschauer: 1500 Schiedsrichter: Ian Davies (Wales) |

| 28. Februar 2015 16:00 MEZ (UTC+1) | Spanien                                                          | 13 : 26         | Georgien                                                                                      | Estadio Nacional Universidad Complutense, Madrid Zuschauer: 9000 Schiedsrichter: Alexandre Ruiz (Frankreich) |
| 28. Februar 2015 16:00 MEZ (UTC+1) | Versuche: Julen Erhöhungen: Linklater Straftritte: Linklater (2) | (13:13) Bericht | Versuche: Katscharawa Schwania Erhöhungen: Kwirikaschwili (2) Straftritte: Kwirikaschwili (4) | Estadio Nacional Universidad Complutense, Madrid Zuschauer: 9000 Schiedsrichter: Alexandre Ruiz (Frankreich) |

| 28. Februar 2015 18:00 WEZ (UTC+0) | Portugal                                     | 11 : 3        | Deutschland             | Estádio Universitário de Lisboa, Lissabon Zuschauer: 2000 Schiedsrichter: Giuseppe Vivarini (Italien) |
| 28. Februar 2015 18:00 WEZ (UTC+0) | Versuche: Sousa Straftritte: Bettencourt (2) | (5:0) Bericht | Straftritte: Hilsenbeck | Estádio Universitário de Lisboa, Lissabon Zuschauer: 2000 Schiedsrichter: Giuseppe Vivarini (Italien) |

| 14. März 2015 17:00 GET (UTC+4) | Georgien                                                                                                  | 33 : 0        | Russland | Micheil-Meschi-Stadion, Tiflis Zuschauer: 24.000 Schiedsrichter: Neil Hennessy (Wales) |
| 14. März 2015 17:00 GET (UTC+4) | Versuche: Asieschwili Katscharawa Schwania Erhöhungen: Kwirikaschwili (3) Straftritte: Kwirikaschwili (4) | (6:0) Bericht |          | Micheil-Meschi-Stadion, Tiflis Zuschauer: 24.000 Schiedsrichter: Neil Hennessy (Wales) |

| 14. März 2015 14:30 MEZ (UTC+1) | Deutschland                                | 12 : 17       | Rumänien                                 | Fritz-Grunebaum-Sportpark, Heidelberg Zuschauer: 2513 Schiedsrichter: Lloyd Linton (Schottland) |
| 14. März 2015 14:30 MEZ (UTC+1) | Straftritte: te Huia (3) Dropgoals: Garner | (6:8) Bericht | Versuche: Apostol Erhöhungen: Vlaicu (4) | Fritz-Grunebaum-Sportpark, Heidelberg Zuschauer: 2513 Schiedsrichter: Lloyd Linton (Schottland) |

| 14. März 2015 15:00 WEZ (UTC+0) | Portugal                             | 8 : 19        | Spanien                                       | Estádio Municipal Sérgio Conceição, Coimbra Zuschauer: 2000 Schiedsrichter: Matthew Carley (England) |
| 14. März 2015 15:00 WEZ (UTC+0) | Versuche: Noronha Straftritte: Penha | (8:8) Bericht | Versuche: Aubanell Goia Straftritte: Aubanell | Estádio Municipal Sérgio Conceição, Coimbra Zuschauer: 2000 Schiedsrichter: Matthew Carley (England) |

| 21. März 2015 15:00 MZ (UTC+3) | Russland                                                                              | 21 : 8         | Portugal                           | Slawa-Metreweli-Zentralstadion, Sotschi Zuschauer: 1200 Schiedsrichter: Ian Tempest (England) |
| 21. März 2015 15:00 MZ (UTC+3) | Versuche: Panasenko Schtscherban Erhöhungen: Kuschnarjow Straftritte: Kuschnarjow (3) | (13:3) Bericht | Versuche: Vassalo Dropgoals: Penha | Slawa-Metreweli-Zentralstadion, Sotschi Zuschauer: 1200 Schiedsrichter: Ian Tempest (England) |

| 21. März 2015 14:30 OEZ (UTC+2) | Rumänien                          | 6 : 15        | Georgien                        | Stadionul Arcul de Triumf, Bukarest Zuschauer: 4500 Schiedsrichter: Gary Conway (Irland) |
| 21. März 2015 14:30 OEZ (UTC+2) | Straftritte: Calafeteanu Dumbravă | (3:9) Bericht | Straftritte: Kwirikaschwili (5) | Stadionul Arcul de Triumf, Bukarest Zuschauer: 4500 Schiedsrichter: Gary Conway (Irland) |

| 21. März 2015 16:00 MEZ (UTC+1) | Spanien                                                                                                   | 48 : 16       | Deutschland                                          | Estadio Nacional Universidad Complutense, Madrid Zuschauer: 4000 Schiedsrichter: Claudio Blessano (Italien) |
| 21. März 2015 16:00 MEZ (UTC+1) | Versuche: Barrera Goia (2) Grammatico Recuerda Rouet (2) Erhöhungen: Linklater (5) Straftritte: Linklater | (8:3) Bericht | Versuche: Manawatu Pilla Straftritte: Hilsenbeck (2) | Estadio Nacional Universidad Complutense, Madrid Zuschauer: 4000 Schiedsrichter: Claudio Blessano (Italien) |

### Jahreswertung 2016
|    | Land        | Spiele | Siege | Unent. | Ndlg. | Spiel- punkte | Diff. | Bonus- punkte | Tabellen- punkte |
| -- | ----------- | ------ | ----- | ------ | ----- | ------------- | ----- | ------------- | ---------------- |
| 1. | Georgien    | 5      | 5     | 0      | 0     | 188:33        | + 155 | 4             | 24               |
| 2. | Rumänien    | 5      | 4     | 0      | 1     | 160:77        | + 83  | 3             | 19               |
| 3. | Russland    | 5      | 3     | 0      | 2     | 128:115       | + 13  | 2             | 14               |
| 4. | Spanien     | 5      | 1     | 1      | 3     | 101:105       | − 4   | 3             | 9                |
| 5. | Deutschland | 5      | 1     | 1      | 3     | 101:210       | − 109 | 1             | 7                |
| 6. | Portugal    | 5      | 0     | 0      | 5     | 72:210        | − 138 | 1             | 1                |

| 6. Februar 2016 14:00 GET (UTC+4) | Georgien | 59 : 7         | Deutschland                              | Awtschala-Stadion, Tiflis Zuschauer: 2000 Schiedsrichter: Maxime Burlet (Belgien) |
| 6. Februar 2016 14:00 GET (UTC+4) | Versuche: Gorgadse Chmaladse Lomidse (2) Nariaschwili Nemsadse Peikrischwili Sutiaschwili Tchilaischwili Erhöhungen: Malaguradse (7) | (26:7) Bericht | Versuche: Paine Erhöhungen: Soteras-Merz | Awtschala-Stadion, Tiflis Zuschauer: 2000 Schiedsrichter: Maxime Burlet (Belgien) |

| 6. Februar 2016 17:15 MZ (UTC+3) | Russland                                                                                | 22 : 20        | Spanien                                                                              | Slawa-Metreweli-Zentralstadion, Sotschi Zuschauer: 400 Schiedsrichter: Luke Pearce (England) |
| 6. Februar 2016 17:15 MZ (UTC+3) | Versuche: Rudoy Simplikewitsch (2) Erhöhungen: Kuschnarjow (2) Straftritte: Kuschnarjow | (14:6) Bericht | Versuche: Contardi Strafversuch Erhöhungen: Griffiths (2) Straftritte: Linklater (2) | Slawa-Metreweli-Zentralstadion, Sotschi Zuschauer: 400 Schiedsrichter: Luke Pearce (England) |

| 6. Februar 2016 17:15 OEZ (UTC+2) | Rumänien                                                                              | 39 : 14         | Portugal | Cluj Arena, Cluj-Napoca Zuschauer: 3000 Schiedsrichter: Iñigo Atorrasagasti (Spanien) |
| 6. Februar 2016 17:15 OEZ (UTC+2) | Versuche: Nistor (2) Rădoi Shennan (2) Erhöhungen: Vlaicu (4) Straftritte: Vlaicu (2) | (10:14) Bericht |          | Cluj Arena, Cluj-Napoca Zuschauer: 3000 Schiedsrichter: Iñigo Atorrasagasti (Spanien) |

| 13. Februar 2016 13:00 MZ (UTC+3) | Russland | 46 : 20        | Deutschland                                                               | Slawa-Metreweli-Zentralstadion, Sotschi Schiedsrichter: Matteo Liperini (Italien) |
| 13. Februar 2016 13:00 MZ (UTC+3) | Versuche: Babajew Galinowski Gressew Kuschnarjow Rudoy (2) Schtscherban Erhöhungen: Gaissin (2) Kuschnarjow (2) Straftritte: Gaissin | (22:6) Bericht | Versuche: Els Otto Erhöhungen: Hilsenbeck (2) Straftritte: Hilsenbeck (2) | Slawa-Metreweli-Zentralstadion, Sotschi Schiedsrichter: Matteo Liperini (Italien) |

| 13. Februar 2016 14:30 WEZ (UTC+0) | Portugal            | 3 : 29         | Georgien | Estádio Universitário de Lisboa, Lissabon Zuschauer: 700 Schiedsrichter: Ian Davies (Wales) |
| 13. Februar 2016 14:30 WEZ (UTC+0) | Straftritte: Guedes | (3:15) Bericht | Versuche: Kwirikaschwili Scharikadse Tchilaischwili Schwania Erhöhungen: Kwirikaschwili (3) Straftritte: Kwirikaschwili | Estádio Universitário de Lisboa, Lissabon Zuschauer: 700 Schiedsrichter: Ian Davies (Wales) |

| 13. Februar 2016 16:00 MEZ (UTC+1) | Spanien                                                                | 18 : 21        | Rumänien                                                              | Estadio Nacional Universidad Complutense, Madrid Zuschauer: 7000 Schiedsrichter: Alexandre Ruiz (Frankreich) |
| 13. Februar 2016 16:00 MEZ (UTC+1) | Versuche: Ascarat (2) Erhöhungen: Linklater Straftritte: Linklater (2) | (13:5) Bericht | Versuche: Macovei Popârlan Erhöhungen: Vlaicu Straftritte: Vlaicu (3) | Estadio Nacional Universidad Complutense, Madrid Zuschauer: 7000 Schiedsrichter: Alexandre Ruiz (Frankreich) |

| 27. Februar 2016 14:00 OEZ (UTC+2) | Rumänien                                                                            | 30 : 0        | Russland | Stadionul Emil Alexandrescu, Iași Zuschauer: 6000 Schiedsrichter: Lloyd Linton (Schottland) |
| 27. Februar 2016 14:00 OEZ (UTC+2) | Versuche: Burcea Macovei Rose Vlaicu Erhöhungen: Vlaicu (2) Straftritte: Vlaicu (2) | (5:0) Bericht |          | Stadionul Emil Alexandrescu, Iași Zuschauer: 6000 Schiedsrichter: Lloyd Linton (Schottland) |

| 27. Februar 2016 17:00 GET (UTC+4) | Georgien                                                                                               | 38 : 7         | Spanien                              | Micheil-Meschi-Stadion, Tiflis Zuschauer: 15.000 Schiedsrichter: Ben Whitehouse (Wales) |
| 27. Februar 2016 17:00 GET (UTC+4) | Versuche: Katscharawa Kwirikaschwili Mtschelidse Todua Strafversuch (2) Erhöhungen: Kwirikaschwili (4) | (21:7) Bericht | Versuche: Goia Erhöhungen: Griffiths | Micheil-Meschi-Stadion, Tiflis Zuschauer: 15.000 Schiedsrichter: Ben Whitehouse (Wales) |

| 27. Februar 2016 14:30 MEZ (UTC+1) | Deutschland | 50 : 27        | Portugal                                                                           | Rudolf-Kalweit-Stadion, Hannover Zuschauer: 8823 Schiedsrichter: Frank Murphy (Irland) |
| 27. Februar 2016 14:30 MEZ (UTC+1) | Versuche: Otto (3) Poppmeier van der Merwe von Grumbkow Strafversuch Erhöhungen: Parkinson (6) Straftritte: Parkinson | (24:8) Bericht | Versuche: Appleton Diniz Guedes Noronha Erhöhungen: Guedes (2) Straftritte: Guedes | Rudolf-Kalweit-Stadion, Hannover Zuschauer: 8823 Schiedsrichter: Frank Murphy (Irland) |

| 12. März 2016 14:00 OEZ (UTC+2) | Rumänien | 61 : 7         | Deutschland                          | Stadionul Emil Alexandrescu, Iași Schiedsrichter: Claudio Blessano (Italien) |
| 12. März 2016 14:00 OEZ (UTC+2) | Versuche: Apostol Burcea Kinikinilau (3) Lucaci Shennan Tonița Erhöhungen: Bratu Vlaicu (5) Straftritte: Vlaicu (3) | (27:0) Bericht | Versuche: Schösser Erhöhungen: Bosch | Stadionul Emil Alexandrescu, Iași Schiedsrichter: Claudio Blessano (Italien) |

| 12. März 2016 15:00 MZ (UTC+3) | Russland                                  | 7 : 24         | Georgien                                                                                                | Slawa-Metreweli-Zentralstadion, Sotschi Zuschauer: 3500 Schiedsrichter: Matthew Carley (England) |
| 12. März 2016 15:00 MZ (UTC+3) | Versuche: Gaissin Erhöhungen: Kuschnarjow | (0:10) Bericht | Versuche: Mtschelidse Nemsadse Peikrischwili Erhöhungen: Kwirikaschwili (3) Straftritte: Kwirikaschwili | Slawa-Metreweli-Zentralstadion, Sotschi Zuschauer: 3500 Schiedsrichter: Matthew Carley (England) |

| 12. März 2016 16:00 MEZ (UTC+1) | Spanien                                                                                         | 39 : 7         | Portugal                            | Estadio Nacional Universidad Complutense, Madrid Zuschauer: 10.500 Schiedsrichter: Matthew Carley (England) |
| 12. März 2016 16:00 MEZ (UTC+1) | Versuche: Auzqui (2) Contardi Goia Maiques Erhöhungen: Linklater (4) Straftritte: Linklater (2) | (18:7) Bericht | Versuche: Vareta Erhöhungen: Guedes | Estadio Nacional Universidad Complutense, Madrid Zuschauer: 10.500 Schiedsrichter: Matthew Carley (England) |

| 19. März 2016 17:00 GET (UTC+4) | Georgien                                                                                                  | 38 : 9         | Rumänien                | Boris-Paitschadse-Dinamo-Arena, Tiflis Zuschauer: 50.000 Schiedsrichter: Tual Trainini (Frankreich) |
| 19. März 2016 17:00 GET (UTC+4) | Versuche: Asieschwili Nemsadse Peikrischwili (2) Pruidse Todua Erhöhungen: Kwirikaschwili (3) Malaguradse | (19:9) Bericht | Straftritte: Vlaicu (3) | Boris-Paitschadse-Dinamo-Arena, Tiflis Zuschauer: 50.000 Schiedsrichter: Tual Trainini (Frankreich) |

| 19. März 2016 14:30 MEZ (UTC+1) | Deutschland                               | 17 : 17        | Spanien                                     | Sportpark Höhenberg, Köln Zuschauer: 6100 Schiedsrichter: Radu Petrescu (Rumänien) |
| 19. März 2016 14:30 MEZ (UTC+1) | Versuche: Otto Straftritte: Parkinson (4) | (9:14) Bericht | Versuche: Auzqui Straftritte: Griffiths (4) | Sportpark Höhenberg, Köln Zuschauer: 6100 Schiedsrichter: Radu Petrescu (Rumänien) |

| 19. März 2016 15:00 WEZ (UTC+0) | Portugal                                                  | 21 : 53         | Russland | Estádio Universitário de Lisboa, Lissabon Schiedsrichter: Thomas Charabas (Frankreich) |
| 19. März 2016 15:00 WEZ (UTC+0) | Versuche: Cardoso Malgahaes Vilela Erhöhungen: Guedes (3) | (14:22) Bericht | Versuche: Wassili Artemjew Gaissin Gressew Rudoy (2) Simplikewitsch (2) Erhöhungen: Janjuschkin Kuschnarjow (5) Straftritte: Kuschnarjow (2) | Estádio Universitário de Lisboa, Lissabon Schiedsrichter: Thomas Charabas (Frankreich) |

### Gesamttabelle
|    | Land        | Spiele | Siege | Unent. | Ndlg. | Spiel- punkte | Diff. | Bonus- punkte | Tabellen- punkte |
| -- | ----------- | ------ | ----- | ------ | ----- | ------------- | ----- | ------------- | ---------------- |
| 1. | Georgien    | 10     | 10    | 0      | 0     | 346:75        | + 271 | 5             | 45               |
| 2. | Rumänien    | 10     | 7     | 0      | 3     | 262:138       | + 124 | 6             | 34               |
| 3. | Russland    | 10     | 6     | 0      | 4     | 231:234       | − 3   | 3             | 27               |
| 4. | Spanien     | 10     | 4     | 1      | 5     | 232:204       | + 28  | 5             | 23               |
| 5. | Deutschland | 10     | 1     | 1      | 8     | 162:396       | − 234 | 2             | 8                |
| 6. | Portugal    | 10     | 1     | 0      | 9     | 124:310       | − 186 | 2             | 6                |

## Division 1B
|    | Land        | Spiele | Siege | Unent. | Ndlg. | Spiel- punkte | Diff. | Bonus- punkte | Tabellen- punkte |
| -- | ----------- | ------ | ----- | ------ | ----- | ------------- | ----- | ------------- | ---------------- |
| 1. | Belgien     | 10     | 9     | 0      | 1     | 316:143       | + 173 | 5             | 41               |
| 2. | Ukraine     | 10     | 8     | 0      | 2     | 244:165       | + 79  | 4             | 36               |
| 3. | Moldau      | 10     | 5     | 0      | 5     | 245:167       | + 78  | 7             | 27               |
| 4. | Niederlande | 10     | 4     | 0      | 6     | 194:197       | − 3   | 6             | 22               |
| 5. | Polen       | 10     | 4     | 0      | 6     | 191:262       | − 71  | 2             | 18               |
| 6. | Schweden    | 10     | 0     | 0      | 10    | 120:376       | − 256 | 1             | 1                |

| 6. September 2014 | Polen | 29 : 17 | Schweden | Polonia-Warschau-Stadion, Warschau |
| 6. September 2014 |       |         |          | Polonia-Warschau-Stadion, Warschau |

| 18. Oktober 2014 | Schweden | 0 : 45 | Ukraine | Korsängen, Enköping |
| 18. Oktober 2014 |          |        |         | Korsängen, Enköping |

| 18. Oktober 2014 | Polen | 9 : 8 | Niederlande | Polonia-Warschau-Stadion, Warschau |
| 18. Oktober 2014 |       |       |             | Polonia-Warschau-Stadion, Warschau |

| 8. November 2014 | Moldau | 29 : 15 | Ukraine | Nationalstadion, Chișinău |
| 8. November 2014 |        |         |         | Nationalstadion, Chișinău |

| 15. November 2014 | Belgien | 25 : 10 | Ukraine | Centre sportif La Mosane, Namur |
| 15. November 2014 |         |         |         | Centre sportif La Mosane, Namur |

| 15. November 2014 | Moldau | 48 : 25 | Polen | Nationalstadion, Chișinău |
| 15. November 2014 |        |         |       | Nationalstadion, Chișinău |

| 22. November 2014 | Moldau | 57 : 8 | Schweden | Nationalstadion, Chișinău |
| 22. November 2014 |        |        |          | Nationalstadion, Chișinău |

| 21. Februar 2015 | Niederlande | 21 : 23 | Belgien | NRCA, Amsterdam |
| 21. Februar 2015 |             |         |         | NRCA, Amsterdam |

| 28. Februar 2015 | Niederlande | 18 : 10 | Moldau | NRCA, Amsterdam |
| 28. Februar 2015 |             |         |        | NRCA, Amsterdam |

| 14. März 2015 | Belgien | 17 : 14 | Moldau | Petit Heysel, Brüssel |
| 14. März 2015 |         |         |        | Petit Heysel, Brüssel |

| 28. März 2015 | Belgien | 71 : 10 | Schweden | Petit Heysel, Brüssel |
| 28. März 2015 |         |         |          | Petit Heysel, Brüssel |

| 18. April 2015 | Belgien | 53 : 23 | Polen | Petit Heysel, Brüssel |
| 18. April 2015 |         |         |       | Petit Heysel, Brüssel |

| 9. Mai 2015 | Polen | 17 : 20 | Ukraine | Stadion Suche Stawy, Krakau |
| 9. Mai 2015 |       |         |         | Stadion Suche Stawy, Krakau |

| 23. Mai 2015 | Ukraine | 18 : 10 | Niederlande | Spartak-Stadion, Odessa |
| 23. Mai 2015 |         |         |             | Spartak-Stadion, Odessa |

| 30. Mai 2015 | Niederlande | 24 : 12 | Schweden | NRCA, Amsterdam |
| 30. Mai 2015 |             |         |          | NRCA, Amsterdam |

| 12. September 2015 | Schweden | 11 : 29 | Polen | Korsängen, Enköping |
| 12. September 2015 |          |         |       | Korsängen, Enköping |

| 26. September 2015 | Schweden | 20 : 48 | Belgien | Korsängen, Enköping |
| 26. September 2015 |          |         |         | Korsängen, Enköping |

| 10. Oktober 2015 | Ukraine | 17 : 16 | Belgien | Stadion Nalogovogo Universiteta, Irpin |
| 10. Oktober 2015 |         |         |         | Stadion Nalogovogo Universiteta, Irpin |

| 17. Oktober 2015 | Ukraine | 30 : 14 | Polen | Sportyvnyĭ kompleks Podillia, Chmelnyzkyj |
| 17. Oktober 2015 |         |         |       | Sportyvnyĭ kompleks Podillia, Chmelnyzkyj |

| 7. November 2015 | Schweden | 7 : 25 | Moldau | Lindängens idrottsplats, Malmö |
| 7. November 2015 |          |        |        | Lindängens idrottsplats, Malmö |

| 14. November 2015 | Polen | 18 : 14 | Moldau | Polonia-Warschau-Stadion, Warschau |
| 14. November 2015 |       |         |        | Polonia-Warschau-Stadion, Warschau |

| 20. Februar 2016 | Belgien | 32 : 8 | Niederlande | Petit Heysel, Brüssel |
| 20. Februar 2016 |         |        |             | Petit Heysel, Brüssel |

| 12. März 2016 | Moldau | 9 : 10 | Belgien | Nationalstadion, Chișinău |
| 12. März 2016 |        |        |         | Nationalstadion, Chișinău |

| 19. März 2016 | Polen | 11 : 21 | Belgien | Polonia-Warschau-Stadion, Warschau |
| 19. März 2016 |       |         |         | Polonia-Warschau-Stadion, Warschau |

| 19. März 2016 | Moldau | 22 : 13 | Niederlande | Nationalstadion, Chișinău |
| 19. März 2016 |        |         |             | Nationalstadion, Chișinău |

| 30. April 2016 | Niederlande | 40 : 16 | Polen | NRCA, Amsterdam |
| 30. April 2016 |             |         |       | NRCA, Amsterdam |

| 30. April 2016 | Ukraine | 23 : 10 | Schweden | Stadion Nalogovogo Universiteta, Irpin |
| 30. April 2016 |         |         |          | Stadion Nalogovogo Universiteta, Irpin |

| 7. Mai 2016 | Niederlande | 27 : 30 | Ukraine | NRCA, Amsterdam |
| 7. Mai 2016 |             |         |         | NRCA, Amsterdam |

| 14. Mai 2016 | Schweden | 23 : 25 | Niederlande | Korsängen, Enköping |
| 14. Mai 2016 |          |         |             | Korsängen, Enköping |

| 15. Mai 2016 | Ukraine | 36 : 17 | Moldau | Spartak-Stadion, Odessa |
| 15. Mai 2016 |         |         |        | Spartak-Stadion, Odessa |

## Division 2A
|    | Land       | Spiele | Siege | Unent. | Ndlg. | Spiel- punkte | Diff. | Bonus- punkte | Tabellen- punkte |
| -- | ---------- | ------ | ----- | ------ | ----- | ------------- | ----- | ------------- | ---------------- |
| 1. | Schweiz    | 8      | 7     | 0      | 1     | 223:120       | + 103 | 5             | 33               |
| 2. | Tschechien | 8      | 6     | 1      | 1     | 192:119       | + 73  | 6             | 32               |
| 3. | Kroatien   | 8      | 3     | 0      | 5     | 166:217       | − 51  | 5             | 17               |
| 4. | Malta      | 8      | 3     | 0      | 5     | 153:181       | − 28  | 4             | 16               |
| 5. | Israel     | 8      | 0     | 1      | 7     | 129:226       | − 97  | 2             | 4                |

| 25. Oktober 2014 | Israel | 18 : 29 | Schweiz | Wingate-Stadion, Netanja |
| 25. Oktober 2014 |        |         |         | Wingate-Stadion, Netanja |

| 1. November 2014 | Malta | 31 : 26 | Kroatien | Hibernians Football Ground, Paola |
| 1. November 2014 |       |         |          | Hibernians Football Ground, Paola |

| 1. November 2014 | Schweiz | 14 : 27 | Tschechien | Centre sportif de Colovray, Nyon |
| 1. November 2014 |         |         |            | Centre sportif de Colovray, Nyon |

| 8. November 2014 | Kroatien | 31 : 20 | Israel | Stadion Stari plac, Split |
| 8. November 2014 |          |         |        | Stadion Stari plac, Split |

| 8. November 2014 | Tschechien | 27 : 13 | Malta | Stadion ragby Císařka, Prag |
| 8. November 2014 |            |         |       | Stadion ragby Císařka, Prag |

| 11. April 2015 | Kroatien | 9 : 12 | Tschechien | Stadion Poljud, Split |
| 11. April 2015 |          |        |            | Stadion Poljud, Split |

| 18. April 2015 | Israel | 13 : 16 | Malta | Wingate-Stadion, Netanja |
| 18. April 2015 |        |         |       | Wingate-Stadion, Netanja |

| 18. April 2015 | Schweiz | 40 : 20 | Kroatien | Stade Philippe-Pottier, Monthey |
| 18. April 2015 |         |         |          | Stade Philippe-Pottier, Monthey |

| 25. April 2015 | Tschechien | 26 : 26 | Israel | Stadion ragby Císařka, Prag |
| 25. April 2015 |            |         |        | Stadion ragby Císařka, Prag |

| 25. April 2015 | Malta | 20 : 23 | Schweiz | Gozo Stadium, Xewkija |
| 25. April 2015 |       |         |         | Gozo Stadium, Xewkija |

| 24. Oktober 2015 | Tschechien | 14 : 20 | Schweiz | Areál Jana Navrátila, Vyškov |
| 24. Oktober 2015 |            |         |         | Areál Jana Navrátila, Vyškov |

| 7. November 2015 | Israel | 21 : 26 | Kroatien | Wingate-Stadion, Netanja |
| 7. November 2015 |        |         |          | Wingate-Stadion, Netanja |

| 14. November 2015 | Schweiz | 28 : 3 | Israel | Stade d’Athénaz, Avusy |
| 14. November 2015 |         |        |        | Stade d’Athénaz, Avusy |

| 14. November 2015 | Kroatien | 34 : 27 | Malta | Stadion Stari plac, Split |
| 14. November 2015 |          |         |       | Stadion Stari plac, Split |

| 21. November 2015 | Malta | 13 : 20 | Tschechien | Hibernians Football Ground, Paola |
| 21. November 2015 |       |         |            | Hibernians Football Ground, Paola |

| 2. April 2016 | Israel | 19 : 40 | Tschechien | Wingate-Stadion, Netanja |
| 2. April 2016 |        |         |            | Wingate-Stadion, Netanja |

| 9. April 2016 | Schweiz | 29 : 3 | Malta | Utogrund, Zürich |
| 9. April 2016 |         |        |       | Utogrund, Zürich |

| 9. April 2016 | Tschechien | 26 : 5 | Kroatien | Stadion Dukla, Havířov |
| 9. April 2016 |            |        |          | Stadion Dukla, Havířov |

| 16. April 2016 | Kroatien | 15 : 40 | Schweiz | Stadion Poljud, Split |
| 16. April 2016 |          |         |         | Stadion Poljud, Split |

| 16. April 2016 | Malta | 30 : 9 | Israel | Hibernians Football Ground, Paola |
| 16. April 2016 |       |        |        | Hibernians Football Ground, Paola |

## Division 2B
|    | Land     | Spiele | Siege | Unent. | Ndlg. | Spiel- punkte | Diff. | Bonus- punkte | Tabellen- punkte |
| -- | -------- | ------ | ----- | ------ | ----- | ------------- | ----- | ------------- | ---------------- |
| 1. | Litauen  | 8      | 7     | 0      | 1     | 284:159       | + 125 | 7             | 35               |
| 2. | Lettland | 8      | 6     | 0      | 2     | 212:124       | + 88  | 5             | 29               |
| 3. | Andorra  | 8      | 4     | 0      | 4     | 139:193       | − 54  | 1             | 17               |
| 4. | Zypern   | 8      | 3     | 0      | 5     | 133:193       | − 60  | 1             | 13               |
| 5. | Ungarn   | 8      | 0     | 0      | 8     | 114:213       | − 99  | 4             | 4                |

| 18. Oktober 2014 | Andorra | 15 : 34 | Litauen | Estadi Nacional, Andorra la Vella |
| 18. Oktober 2014 |         |         |         | Estadi Nacional, Andorra la Vella |

| 25. Oktober 2014 | Litauen | 38 : 29 | Ungarn | Šiaulių savivaldybės stadionas, Šiauliai |
| 25. Oktober 2014 |         |         |        | Šiaulių savivaldybės stadionas, Šiauliai |

| 1. November 2014 | Zypern | 30 : 10 | Andorra | Pafiako-Stadion, Paphos |
| 1. November 2014 |        |         |         | Pafiako-Stadion, Paphos |

| 2. November 2014 | Ungarn | 14 : 16 | Lettland | Vasas-Stadion, Esztergom |
| 2. November 2014 |        |         |          | Vasas-Stadion, Esztergom |

| 15. November 2014 | Lettland | 39 : 20 | Zypern | Latvijas Universitātes stadions, Riga |
| 15. November 2014 |          |         |        | Latvijas Universitātes stadions, Riga |

| 29. März 2015 | Ungarn | 15 : 17 | Zypern | Városi Szabadidő Központ, Százhalombatta |
| 29. März 2015 |        |         |        | Városi Szabadidő Központ, Százhalombatta |

| 4. April 2015 | Andorra | 23 : 18 | Ungarn | Estadi Nacional, Andorra la Vella |
| 4. April 2015 |         |         |        | Estadi Nacional, Andorra la Vella |

| 25. April 2015 | Litauen | 46 : 11 | Lettland | Šiaulių savivaldybės stadionas, Šiauliai |
| 25. April 2015 |         |         |          | Šiaulių savivaldybės stadionas, Šiauliai |

| 2. Mai 2015 | Lettland | 5 : 14 | Andorra | Latvijas Universitātes stadions, Riga |
| 2. Mai 2015 |          |        |         | Latvijas Universitātes stadions, Riga |

| 2. Mai 2015 | Zypern | 20 : 26 | Litauen | Pafiako-Stadion, Paphos |
| 2. Mai 2015 |        |         |         | Pafiako-Stadion, Paphos |

| 24. Oktober 2015 | Ungarn | 15 : 37 | Litauen | Vasas-Stadion, Esztergom |
| 24. Oktober 2015 |        |         |         | Vasas-Stadion, Esztergom |

| 31. Oktober 2015 | Litauen | 49 : 17 | Andorra | Šiaulių savivaldybės stadionas, Šiauliai |
| 31. Oktober 2015 |         |         |         | Šiaulių savivaldybės stadionas, Šiauliai |

| 31. Oktober 2015 | Litauen | 39 : 10 | Ungarn | Latvijas Universitātes stadions, Riga |
| 31. Oktober 2015 |         |         |        | Latvijas Universitātes stadions, Riga |

| 7. November 2015 | Zypern | 3 : 31 | Lettland | Pafiako-Stadion, Paphos |
| 7. November 2015 |        |        |          | Pafiako-Stadion, Paphos |

| 28. November 2015 | Andorra | 22 : 13 | Zypern | Estadi Nacional, Andorra la Vella |
| 28. November 2015 |         |         |        | Estadi Nacional, Andorra la Vella |

| 26. März 2016 | Andorra | 10 : 34 | Lettland | Estadi Nacional, Andorra la Vella |
| 26. März 2016 |         |         |          | Estadi Nacional, Andorra la Vella |

| 9. April 2016 | Zypern | 15 : 3 | Ungarn | Pafiako-Stadion, Paphos |
| 9. April 2016 |        |        |        | Pafiako-Stadion, Paphos |

| 16. April 2016 | Lettland | 37 : 7 | Litauen | Latvijas Universitātes stadions, Riga |
| 16. April 2016 |          |        |         | Latvijas Universitātes stadions, Riga |

| 23. April 2016 | Litauen | 47 : 15 | Zypern | Zentralstadion, Kaunas |
| 23. April 2016 |         |         |        | Zentralstadion, Kaunas |

| 14. Mai 2016 | Ungarn | 10 : 28 | Andorra | Vasas-Stadion, Esztergom |
| 14. Mai 2016 |        |         |         | Vasas-Stadion, Esztergom |

## Division 2C
|    | Land       | Spiele | Siege | Unent. | Ndlg. | Spiel- punkte | Diff. | Bonus- punkte | Tabellen- punkte |
| -- | ---------- | ------ | ----- | ------ | ----- | ------------- | ----- | ------------- | ---------------- |
| 1. | Luxemburg  | 8      | 8     | 0      | 0     | 193:83        | + 110 | 3             | 35               |
| 2. | Slowenien  | 8      | 6     | 0      | 2     | 194:128       | + 66  | 4             | 28               |
| 3. | Serbien    | 8      | 4     | 0      | 4     | 140:204       | − 64  | 2             | 18               |
| 4. | Österreich | 8      | 2     | 0      | 6     | 133:207       | − 74  | 3             | 11               |
| 5. | Dänemark   | 8      | 0     | 0      | 8     | 139:177       | − 38  | 8             | 8                |

| 11. Oktober 2014 | Österreich | 29 : 17 | Dänemark | Stadion Hohe Warte, Wien |
| 11. Oktober 2014 |            |         |          | Stadion Hohe Warte, Wien |

| 18. Oktober 2014 | Slowenien | 48 : 3 | Serbien | ŽŠD Stadion, Ljubljana |
| 18. Oktober 2014 |           |        |         | ŽŠD Stadion, Ljubljana |

| 25. Oktober 2014 | Serbien | 0 : 36 | Luxemburg | Makiš Stadion, Belgrad |
| 25. Oktober 2014 |         |        |           | Makiš Stadion, Belgrad |

| 25. Oktober 2014 | Dänemark | 10 : 16 | Slowenien | Odense Atletikstadion, Odense |
| 25. Oktober 2014 |          |         |           | Odense Atletikstadion, Odense |

| 8. November 2014 | Luxemburg | 18 : 13 | Österreich | Josy-Barthel-Stadion, Luxemburg |
| 8. November 2014 |           |         |            | Josy-Barthel-Stadion, Luxemburg |

| 18. April 2015 | Serbien | 22 : 3 | Österreich | Makiš Stadion, Belgrad |
| 18. April 2015 |         |        |            | Makiš Stadion, Belgrad |

| 18. April 2015 | Slowenien | 11 : 14 | Luxemburg | ŽŠD Stadion, Ljubljana |
| 18. April 2015 |           |         |           | ŽŠD Stadion, Ljubljana |

| 25. April 2015 | Dänemark | 22 : 25 | Serbien | Odense Atletikstadion, Odense |
| 25. April 2015 |          |         |         | Odense Atletikstadion, Odense |

| 25. April 2015 | Österreich | 16 : 17 | Slowenien | Stadion Hohe Warte, Wien |
| 25. April 2015 |            |         |           | Stadion Hohe Warte, Wien |

| 9. Mai 2015 | Luxemburg | 13 : 5 | Dänemark | Josy-Barthel-Stadion, Luxemburg |
| 9. Mai 2015 |           |        |          | Josy-Barthel-Stadion, Luxemburg |

| 10. Oktober 2015 | Dänemark | 25 : 31 | Österreich | Odense Atletikstadion, Odense |
| 10. Oktober 2015 |          |         |            | Odense Atletikstadion, Odense |

| 24. Oktober 2015 | Österreich | 6 : 34 | Luxemburg | Stadion Hohe Warte, Wien |
| 24. Oktober 2015 |            |        |           | Stadion Hohe Warte, Wien |

| 7. November 2015 | Serbien | 17 : 33 | Slowenien | Makiš Stadion, Belgrad |
| 7. November 2015 |         |         |           | Makiš Stadion, Belgrad |

| 14. November 2015 | Slowenien | 21 : 16 | Dänemark | ŽŠD Stadion, Ljubljana |
| 14. November 2015 |           |         |          | ŽŠD Stadion, Ljubljana |

| 14. November 2015 | Luxemburg | 30 : 24 | Serbien | Josy-Barthel-Stadion, Luxemburg |
| 14. November 2015 |           |         |         | Josy-Barthel-Stadion, Luxemburg |

| 9. April 2016 | Österreich | 12 : 26 | Serbien | Stadion Hohe Warte, Wien |
| 9. April 2016 |            |         |         | Stadion Hohe Warte, Wien |

| 16. April 2016 | Serbien | 23 : 20 | Dänemark | Makiš Stadion, Belgrad |
| 16. April 2016 |         |         |          | Makiš Stadion, Belgrad |

| 30. April 2016 | Dänemark | 14 : 9 | Luxemburg | Odense Atletikstadion, Odense |
| 30. April 2016 |          |        |           | Odense Atletikstadion, Odense |

| 7. Mai 2016 | Slowenien | 38 : 23 | Österreich | ŽŠD Stadion, Ljubljana |
| 7. Mai 2016 |           |         |            | ŽŠD Stadion, Ljubljana |

| 14. Mai 2016 | Luxemburg | 29 : 10 | Slowenien | Josy-Barthel-Stadion, Luxemburg |
| 14. Mai 2016 |           |         |           | Josy-Barthel-Stadion, Luxemburg |

## Division 2D
|    | Land                    | Spiele | Siege | Unent. | Ndlg. | Spiel- punkte | Diff. | Bonus- punkte | Tabellen- punkte |
| -- | ----------------------- | ------ | ----- | ------ | ----- | ------------- | ----- | ------------- | ---------------- |
| 1. | Bosnien und Herzegowina | 8      | 8     | 0      | 0     | 230:113       | + 117 | 4             | 36               |
| 2. | Norwegen                | 8      | 4     | 0      | 4     | 151:153       | − 2   | 2             | 18               |
| 3. | Türkei                  | 8      | 3     | 0      | 5     | 195:177       | + 18  | 5             | 17               |
| 4. | Finnland                | 8      | 3     | 0      | 5     | 128:175       | − 47  | 3             | 15               |
| 5. | Bulgarien               | 8      | 2     | 0      | 6     | 141:227       | − 86  | 4             | 12               |

| 4. Oktober 2014 | Bosnien und Herzegowina | 59 : 12 | Bulgarien | Bilino Polje, Zenica |
| 4. Oktober 2014 |                         |         |           | Bilino Polje, Zenica |

| 4. Oktober 2014 | Finnland | 32 : 10 | Norwegen | Myllypuro-Sportpark, Helsinki |
| 4. Oktober 2014 |          |         |          | Myllypuro-Sportpark, Helsinki |

| 18. Oktober 2014 | Norwegen | 20 : 12 | Finnland | Bislett-Stadion, Oslo |
| 18. Oktober 2014 |          |         |          | Bislett-Stadion, Oslo |

| 25. Oktober 2014 | Türkei | 25 : 34 | Bosnien und Herzegowina | Edirne 25 Kasım Stadium, Edirne |
| 25. Oktober 2014 |        |         |                         | Edirne 25 Kasım Stadium, Edirne |

| 1. November 2014 | Bulgarien | 26 : 19 | Türkei | Dimova mahala, Pernik |
| 1. November 2014 |           |         |        | Dimova mahala, Pernik |

| 25. April 2015 | Bosnien und Herzegowina | 29 : 7 | Finnland | Bilino Polje, Zenica |
| 25. April 2015 |                         |        |          | Bilino Polje, Zenica |

| 25. April 2015 | Türkei | 28 : 26 | Bulgarien | Maltepe-Hasan-Polat-Stadion, Istanbul |
| 25. April 2015 |        |         |           | Maltepe-Hasan-Polat-Stadion, Istanbul |

| 9. Mai 2015 | Bosnien und Herzegowina | 16 : 10 | Norwegen | Bilino Polje, Zenica |
| 9. Mai 2015 |                         |         |          | Bilino Polje, Zenica |

| 23. Mai 2015 | Finnland | 20 : 12 | Türkei | Myllypuro-Sportpark, Helsinki |
| 23. Mai 2015 |          |         |        | Myllypuro-Sportpark, Helsinki |

| 23. Mai 2015 | Bulgarien | 34 : 15 | Finnland | Fana-Stadion, Bergen |
| 23. Mai 2015 |           |         |          | Fana-Stadion, Bergen |

| 3. Oktober 2015 | Finnland | 6 : 12 | Bosnien und Herzegowina | Myllypuro-Sportpark, Helsinki |
| 3. Oktober 2015 |          |        |                         | Myllypuro-Sportpark, Helsinki |

| 3. Oktober 2015 | Bulgarien | 15 : 16 | Norwegen | Lasur-Stadion, Burgas |
| 3. Oktober 2015 |           |         |          | Lasur-Stadion, Burgas |

| 17. Oktober 2015 | Bosnien und Herzegowina | 24 : 21 | Türkei | Bilino Polje, Zenica |
| 17. Oktober 2015 |                         |         |        | Bilino Polje, Zenica |

| 24. Oktober 2015 | Norwegen | 43 : 0 | Bulgarien | Nationale Sportakademie „Wassil Lewski“, Sofia |
| 24. Oktober 2015 |          |        |           | Nationale Sportakademie „Wassil Lewski“, Sofia |

| 16. April 2016 | Norwegen | 17 : 33 | Bosnien und Herzegowina | Harald-Haarfagre-Marinebasis, Stavanger |
| 16. April 2016 |          |         |                         | Harald-Haarfagre-Marinebasis, Stavanger |

| 23. April 2016 | Türkei | 45 : 12 | Finnland | Sorumlusu Futbol Antrenoru, Seferihisar |
| 23. April 2016 |        |         |          | Sorumlusu Futbol Antrenoru, Seferihisar |

| 30. April 2016 | Türkei | 21 : 7 | Norwegen | Sorumlusu Futbol Antrenoru, Seferihisar |
| 30. April 2016 |        |        |          | Sorumlusu Futbol Antrenoru, Seferihisar |

| 7. Mai 2016 | Norwegen | 28 : 24 | Türkei | Harald-Haarfagre-Marinebasis, Stavanger |
| 7. Mai 2016 |          |         |        | Harald-Haarfagre-Marinebasis, Stavanger |

| 7. Mai 2016 | Bulgarien | 15 : 23 | Bosnien und Herzegowina | Nationale Sportakademie „Wassil Lewski“, Sofia |
| 7. Mai 2016 |           |         |                         | Nationale Sportakademie „Wassil Lewski“, Sofia |

| 28. Mai 2016 | Finnland | 24 : 13 | Bulgarien | Myllypuro-Sportpark, Helsinki |
| 28. Mai 2016 |          |         |           | Myllypuro-Sportpark, Helsinki |

## Division 3

### 2015
Qualifikation
| 4. Oktober 2014 | Estland | 59 : 12 | Belarus | Kalevi Keskstaadion, Tallinn |
| 4. Oktober 2014 |         |         |         | Kalevi Keskstaadion, Tallinn |

Halbfinale
| 11. April 2015 | President XV | 0 : 82 | Slowakei | Stadion Topolica, Bar |
| 11. April 2015 |              |        |          | Stadion Topolica, Bar |

| 11. April 2015 | Montenegro | 29 : 27 | Estland | Stadion Topolica, Bar |
| 11. April 2015 |            |         |         | Stadion Topolica, Bar |

Spiel um 3. Platz
| 14. April 2015 | President XV | 0 : 106 | Estland | Stadion Lugovi, Budva |
| 14. April 2015 |              |         |         | Stadion Lugovi, Budva |

Finale
| 14. April 2015 | Slowakei | 31 : 3 | Montenegro | Stadion Lugovi, Budva |
| 14. April 2015 |          |        |            | Stadion Lugovi, Budva |

### 2016
Halbfinale
| 18. Mai 2016 | Slowakei | 29 : 17 | Belarus | Kalevi Keskstaadion, Tallinn |
| 18. Mai 2016 |          |         |         | Kalevi Keskstaadion, Tallinn |

| 18. Mai 2016 | Estland | 16 : 13 | Montenegro | Kalevi Keskstaadion, Tallinn |
| 18. Mai 2016 |         |         |            | Kalevi Keskstaadion, Tallinn |

Spiel um 3. Platz
| 21. Mai 2016 | Belarus | 19 : 45 | Montenegro | Kalevi Keskstaadion, Tallinn |
| 21. Mai 2016 |         |         |            | Kalevi Keskstaadion, Tallinn |

Finale
| 21. Mai 2016 | Slowakei | 29 : 36 | Estland | Kalevi Keskstaadion, Tallinn |
| 21. Mai 2016 |          |         |         | Kalevi Keskstaadion, Tallinn |